# Ludogorets Arena
La Ludogorets Arena (en bulgare : Лудогорец Арена) est un stade de football situé dans la ville de Razgrad en Bulgarie.
Il est l'enceinte où évolue le PFC Ludogorets Razgrad, champion de Bulgarie depuis 2012. Il possède 8 808 places, dispose d'un éclairage répondant aux exigences de l'UEFA et a été inauguré en septembre 2011, se substituant à un précédent stade datant des années 1950 appelé initialement stade Dianko Stefanov. 
La conception du stade donne aux spectateurs une proximité avec les joueurs.

## Rénovation
Le propriétaire du club, Kiril Domuschiev, a décidé d'investir une dizaine de millions d'euros pour la rénovation de l'enceinte afin de répondre aux critères de l’UEFA, et ainsi jouer les compétitions européennes. 
La capacité du stade sera alors de 12 500 spectateurs, la rénovation du stade a commencé en août 2014.
Le 15 mai 2015 est inaugurée la nouvelle tribune nommée « Moți » (en hommage au joueur roumain qui avait arrêté deux tirs au but face au Steava Bucarest) la capacité de la tribune est de 2308 places.
Le 17 août 2017 est inaugurée la nouvelle tribune latérale nommé secteur “V” juste avant le match contre Suduva en barrage de Ligue Europa , cette nouvelle tribune dispose d'une capacité de 4000 places environ, d'espace VIP, de sièges pliables et d'un parking, grâce à cette rénovation le stade est désormais autorisé à accueillir les matchs de Ligue Europa du Ludogorets Razgrad.